# Cuntan
Cuntan (kinesiska: 寸滩) är ett stadsdelsdistrikt i sydvästra Kina. Den ligger i stadsdistriktet Jiangbei i storstadsområdet Chongqing, omkring 5 kilometer norr om det centrala stadsdistriktet Yuzhong. 